# Joe Wollacott
Joseph Luke Wollacott (ur. 8 września 1996 w Bristolu) – ghański piłkarz grający na pozycji bramkarza. Od 2021 jest piłkarzem klubu Swindon Town.

## Kariera klubowa
Swoją karierę piłkarską Wollacott rozpoczął w 2009 roku w juniorach klubu Bristol City. W 2013 roku awansował do kadry pierwszego zespołu i był jego zawodnikiem do 2021, jednak nigdy nie zaliczył debiutu w pierwszym zespole. Był z niego wypożyczany do takich klubów jak: Clevedon Town (2015), Weymouth (2015), norweskiego Bergsøy IL (2016), Bath City (2017), Woking (2017-2018), Truro City (2018), Gloucester City (2018-2019), Forest Green Rovers (2019-2020) i Swindon Town (2021). W 2021 przeszedł na stałe do Swindon Town.

## Kariera reprezentacyjna
W reprezentacji Ghany Wollacott zadebiutował 9 października 2021 w wygranym 3:1 meczu eliminacji do MŚ 2022 z Zimbabwe, rozegranym w Cape Coast. W 2022 roku został powołany do kadry na Puchar Narodów Afryki 2021. Na tym turnieju rozegrał trzy mecze grupowe: z Marokiem (0:1), z Gabonem (1:1) i z Komorami (2:3).